# جینی (ایندیانا)
جینی (به انگلیسی: Janney) یک منطقهٔ مسکونی در ایالات متحده آمریکا است که در شهرستان دلاویر، ایندیانا واقع شده‌است. جینی ۲۷۳٫۱ متر بالاتر از سطح دریا واقع شده‌است.